# Gouvernement Staaff II
Lindman I Hammarskjöld
Le second gouvernement Staaff est à la tête du royaume de Suède de novembre 1911 à février 1914.

## Composition
- Premier ministre : Karl Staaff
- Ministre des Affaires étrangères : Albert Ehrensvärd
- Ministre de la Guerre : David Bergström
- Ministre de la Marine : Jacob Larsson
- Ministre de la Justice : Gustaf Sandström
- Ministre des Finances : Theodor Adelswärd
- Ministre des Affaires civiles : Axel Schotte
- Ministre des Affaires ecclésiastiques : Fridtjuv Berg
- Ministre de l'Agriculture : Alfred Petersson
- Ministre sans portefeuille : Bror Petrén
- Ministre sans portefeuille : Karl Stenström